# Lastage (restaurant)
Lastage is een restaurant dat gevestigd is in de Amsterdamse Lastagebuurt aan de Geldersekade.
Het restaurant is geopend in juli 2010 en al in november 2011 kreeg het restaurant zijn eerste Michelinster. Chef-kok is Rogier van Dam, die eerder een Michelinster kreeg toen hij kookte in het Monninckendamse restaurant De Posthoorn. De keuken van Lastage is een combinatie van Franse en Hollandse gerechten.
In 2023 verloor het restaurant de Michelinster. 